# Sony Xperia Z3
Il Sony Xperia Z3 (nome in codice "Leo") è uno smartphone prodotto da Sony ed è stato presentato nel corso delle conferenza stampa all'IFA 2014 di Berlino il 4 settembre 2014. Messo in vendita a partire da settembre 2014, disponibile in tre varianti di colore: bianco, nero e rame.
L'Xperia Z3 è resistente all'acqua e alla polvere ma con certificazione superiore IP65 e IP68, rispetto al suo predecessore l'Xperia Z2.